# Karapınarkavağı, Mudurnu
Karapınarkavağı là một xã thuộc huyện Mudurnu, tỉnh Bolu, Thổ Nhĩ Kỳ. Dân số thời điểm năm 2010 là 68 người.